# Gyenge Goldbach-sejtés
A matematika, azon belül a számelmélet területén a gyenge Goldbach-sejtés, páratlan Goldbach-sejtés vagy 3-prím probléma a következő állítás:
Minden, 5-nél nagyobb páratlan szám kifejezhető három prímszám összegeként (ugyanabban az összegben egy prímszám egynél többször is felhasználható).
A sejtést azért nevezik „gyengének”, mert ha az erős Goldbach-sejtést (ami két prímszám összegét említi) sikerülne igazolni, ez is automatikusan bizonyítottá válna. Ez nyilvánvaló abból, hogy ha bármely 4-nél nagyobb páros szám felírható két páratlan prímszám összegeként, akkor a négynél nagyobb páros számokhoz 3-at adva megkapjuk a 7-nél nagyobb páratlan számokat (a 7 maga felírható, mint 2+2+3).
2013-ban Harald Helfgott publikálta a gyenge Goldbach-sejtésre adott bizonyítását. Jelenleg (2019) ez a bizonyítást széles körben igaznak tekinti a matematikusok közössége, bár nem jelent meg egyetlen recenzált szakértői folyóiratban sem.
Egyesek így fogalmazzák meg a sejtést:
Minden hétnél nagyobb páratlan szám kifejezhető három páratlan prímszám összegeként.
Ez a változat kizárja a 7 = 2+2+3 összeget, mivel ahhoz szükség van a páros prímszám 2-re. A 7-nél nagyobb páratlan számok esetében is valamivel erősebb állítás, hiszen kizárja az olyan összegeket, mint a 17 = 2+2+13, amiket a másik megfogalmazás megenged. Helfgott bizonyítása a sejtés mindkét változatára kiterjed. A sejtésnek ez a verziója is automatikusan következik az erős Goldbach-sejtésből.

## Az eredmények idővonala
1923-ban Hardy és Littlewood megmutatták, hogy az általánosított Riemann-hipotézis elfogadása esetén a gyenge Goldbach-sejtés minden elegendően nagy páratlan számra igaz. 1937-ben Ivan Matvejevics Vinogradov kiküszöbölte az általánosított Riemann-hipotézistől való függést, és közvetlenül bizonyította (lásd Vinogradov-tétel), hogy minden elegendően nagy páratlan szám felírható három prímszám összegeként. Vinogradov eredeti bizonyítása a Siegel–Walfisz-tételre alapozott, ezért nem adott korlátot az „elegendően nagy”-ra; tanítványa, K. Borozdkin (1956) bizonyította, hogy a {\displaystyle \mathrm {e} ^{\mathrm {e} ^{16.038}}\approx 3^{3^{15}}} már elegendően nagy. Az egészrész 4 008 660 számjeggyel írható le tízes számrendszerben, tehát nyilvánvalóan lehetetlen egyenként ellenőrizni az ennél kisebb számokat.
1997-ben Deshouillers, Effinger, te Riele és Zinoviev által publikált eredmény szerint az általánosított Riemann-sejtésből következik a gyenge Goldbach-sejtés igaza minden számra. Az eredmény összefűzi az állítást, mely szerint a sejtés igaz minden 1020-nál nagyobb számra a kisebb számokon végzett kiterjedt számítógépes kereséssel.
Olivier Ramaré 1995-ben megmutatta, hogy minden n ≥ 4 páros szám felírható legfeljebb hat prímszám összegeként, amiből következik, hogy minden n ≥ 5 páratlan szám pedig felírható legfeljebb hét prímszám összegeként. Leszek Kaniecki bizonyította, hogy a Riemann-sejtés igazsága esetén minden páratlan szám felírható legfeljebb öt prímszám összegeként. 2012-ben Terence Tao bizonyította ugyanezt a Riemann-sejtés nélkül; ez mindkét eredményt feljavítja.
2002-ben Liu Ming-csi (Hongkongi Egyetem) és Wang Tian-ze a gyenge Goldbach-sejtés „elegendően nagy” változatának bizonyítására vonatkozó korlátot levitte kb. {\displaystyle n>\mathrm {e} ^{3100}\approx 2\times 10^{1346}}-ra. A kitevő itt is sokkal hatalmasabb annál, minthogy a számítógépes keresésnek értelme lenne – számítógépekkel az erős Goldbach-sejtést mintegy 1018-ig, a gyenge Goldbach-sejtést valamivel tovább tesztelték.
2012-ben és 2013-ban Harald Helfgott perui matematikus megjelentetett két tanulmányt, melyek a Hardy–Littlewood-féle körmódszerben szereplő nagyobb és kisebb ívek (major and minor arcs) becsléseit olyan mértékben megjavították, ami már elegendő volt a gyenge Goldbach-sejtés feltétel nélküli bizonyításához. Itt az {\displaystyle {\mathfrak {M}}}-mel jelölt nagyobb ívek az {\displaystyle \left(a/q-cr_{0}/qx,a/q+cr_{0}/qx\right)} intervallumok uniói az {\displaystyle a/q,q<r_{0}} racionálisok körül, ahol {\displaystyle c} konstans. Az {\displaystyle {\mathfrak {m}}}-mel jelölt kisebb ívek definíciójuk szerint {\displaystyle {\mathfrak {m}}=(\mathbb {R} /\mathbb {Z} )\setminus {\mathfrak {M}}}.

## Fordítás
- Ez a szócikk részben vagy egészben a Goldbach's weak conjecture című angol Wikipédia-szócikk ezen változatának fordításán alapul.  Az eredeti cikk szerkesztőit annak laptörténete sorolja fel. Ez a jelzés csupán a megfogalmazás eredetét és a szerzői jogokat jelzi, nem szolgál a cikkben szereplő információk forrásmegjelöléseként.